# Villa Carpena
Villa Carpena, coneguda també com Villa Mussolini, avui Villa Mussolini - Casa dei ricordi, és una propietat situada a San Martino in Strada (part de Forlì), coneguda per haver estat la residència de Benito Mussolini, de la seva dona Rachele Guidi i dels seus cinc fills.
L'any 2000 la finca fou adquirida per l'empresari lodigià Domenico Morosini i la seva dona Adele Grana per mitjà d'una societat expressament fundada, Immobiliària Villa Carpena. Poc després, el 29 de juliol de 2001 (118è aniversari del naixement de Benito Mussolini) va ser inaugurat el museu Villa Mussolini - Casa dels records, amb el patrocini de Romano Mussolini. Es tracta d'un museu privat, considerat un mausoleu propagandístic.

## Edifici
Villa Carpena està situada a la Via Crocetta a San Martino in Strada de Forlì, a 13 km de Predappio, lloc de naixement de Benito Mussolini, i a 8 km de Forlì, a poca distant del barri de Carpena, del qual agafa el nom.
La finca de Villa Carpena, envoltada pels boscos de forlí, està composta per una casa colonial, primer nucli constituent de la finca i primera casa de Mussolini i de la dona, adquirida el 1914; davant davant de la qual el 1923 es va edificar la mansió on posteriorment viuria la família Mussolini, distribuïda en tres nivells i avui transformada en museu.
A la planta baixa es troben les cuines, el menjador, la sala d'espera i l'estudi de Benito Mussolini; al pis superior es troben els dormitoris de Mussolini i de la seva dona Rachele, dels cinc fills, i el bany, l'únic de la casa. Des del primer pis s'hi accedeix, passant per un balcó, a les golfes, avui transformades en llibreria i centre d'estudis en memòria de Romano Mussolini.
Un tercer edifici, no visitable, és una casa de pladur que Mussolini va fer edificar el 1927. Dotada de serveis higiènics i electricitat, és una casa en miniatura que el dictador va construir com a espai de joc pels fills; tanmateix construïda amb materials pobres, ha quedat intacta fins avui.
Al jardí, Mussolini va plantar un arbre al naixement de cada fill; però sobreviu només el que va plantar per la seva filla Anna Maria. Encara es poden veure l'espai d'hort i l'aviari que va fer construir Rachele, i on era habitual que Mussolini llegís els diaris al matí.
Sota la propietat de Villa Carpena hi ha un petit jaciment de gas natural, que Mussolini va fer enllaçar per atiar els fogons de les cuines.